# Jakie to uczucie?
Jakie to uczucie? – singel polskiego rapera Okiego z jego debiutanckiego albumu studyjnego, zatytułowanego Produkt47. Singel został wydany 16 maja 2022.
Nagranie otrzymało w Polsce status diamentowej płyty, przekraczając liczbę 250 tysięcy sprzedanych kopii.

## Geneza utworu i historia wydania
Utwór napisali i skomponowali Nolyrics Beats i Oskar Kamiński.
Singel ukazał się w formacie digital download 16 maja 2022 w Polsce za pośrednictwem wytwórni płytowej 2020 w dystrybucji Universal Music Polska. Kompozycja została umieszczona na debiutanckim albumie studyjnym Okiego – Produkt47.

## Teledysk
Do utworu powstał teledysk, który udostępniono 17 maja 2022 za pośrednictwem serwisu YouTube.

## Lista utworów
- Digital download[7]

1. „Jakie to uczucie?” – 2:42

## Certyfikaty i sprzedaż
| Kraj          | Certyfikat       | Sprzedaż |
| ------------- | ---------------- | -------- |
| Polska (ZPAV) | diamentowa płyta | 250 000+ |